# Yoo Dong-min
Đây là một tên người Triều Tiên, họ là Yoo.
Yoo Dong-Min (tiếng Hàn: 유동민; Hanja: 柳東玟; sinh ngày 27 tháng 3 năm 1989) là một cầu thủ bóng đá Hàn Quốc hiện tại thi đấu cho Gyeongju KHNP.

## Sự nghiệp câu lạc bộ
Yoo được chọn trong lựa chọn ưu tiên của đợt tuyển quân K League 2011 bởi Gwangju FC.